# Мурашкин, Михаил Фёдорович
Михаи́л Фёдорович Мура́шкин (23 ноября 1914 года, село Ручьёво — 6 июля 1977 года, Новосибирск) — младший лейтенант Рабоче-крестьянской Красной Армии, участник Великой Отечественной войны, Герой Советского Союза (1945).

## Биография
Михаил Мурашкин родился Михаил Мурашкин родился 23 ноября 1914 года в селе Ручьёво (ныне — Курьинский район Алтайского края). После окончания семи классов школы работал на железной дороге в Термезе. В 1942 году Мурашкин был призван на службу в Рабоче-крестьянскую Красную Армию. С сентября того же года — на фронтах Великой Отечественной войны. В боях два раза был тяжело ранен. В 1943 году Мурашкин окончил Чирчикское танковое училище.
К октябрю 1944 года младший лейтенант Михаил Мурашкин командовал взводом 117-й танковой бригады 1-го танкового корпуса 2-й гвардейской армии 1-го Прибалтийского фронта. отличился в сражениях на территории Литовской ССР. 6 октября 1944 года в бою у посёлка Кельме он лично уничтожил несколько вражеских танков и артиллерийских орудий, сам был ранен, но продолжал сражаться.

В ходе атаки на Кельме особенно дерзко действовал 3-й батальон 117-й танковой бригады, возглавляемой капитаном Захарченко. Высланный им вперёд танковый взвод под командованием младшего лейтенанта М. Ф. Мурашкина внезапной атакой уничтожил штурмовое орудие, две пушки и до полусотни гитлеровцев. Расчистив путь, Мурашкин повёл свои три танка в тыл обороны. У противника это вызвало панику. Артиллеристы трёх вражеских батарей, бросив свои орудия, разбежались. Путь нашим танкам был расчищен. И Мурашкин повёл свои боевые машины на деревню Покальниек, в которой засели гитлеровцы. С ходу ворвались они туда, но в бою с превосходящими силами было потеряно два танка. За это гитлеровцы крепко поплатились. Раненый командир уничтожил 4 орудия и несколько десятков гитлеровцев; он продолжал бой, пока на помощь не пробился со своей ротой старший лейтенант А. П. Плугарь, а затем и остальные силы батальона. Михаил Фёдорович Мурашкин был удостоен звания Героя Советского Союза.
— Герой Советского Союза  Маршал Советского Союза   Баграмян И.Х.  Так  шли мы к победе. -  М: Воениздат, 1977.- С.454.

Указом Президиума Верховного Совета СССР от 24 марта 1945 года за «образцовое выполнение боевых заданий командования на фронте борьбы с немецкими захватчиками и проявленные при этом мужество и героизм» младший лейтенант Михаил Мурашкин был удостоен высокого звания Героя Советского Союза с вручением ордена Ленина и медали «Золотая Звезда».
После окончания войны Мурашкин был уволен в запас. Проживал и работал сначала в Новосибирской области, затем в Новосибирске.
Умер 6 июля 1977 года. Похоронен на Заельцовском кладбище Новосибирска.
Почётный гражданин Кельме. Был также награждён орденом Отечественной войны 2-й степени и двумя орденами Красной Звезды, рядом медалей.